# Francesco Cassi
Francesco Cassi (Pesaro, 4 giugno 1778 – Pesaro, 5 giugno 1846) è stato uno scrittore italiano.

## Biografia

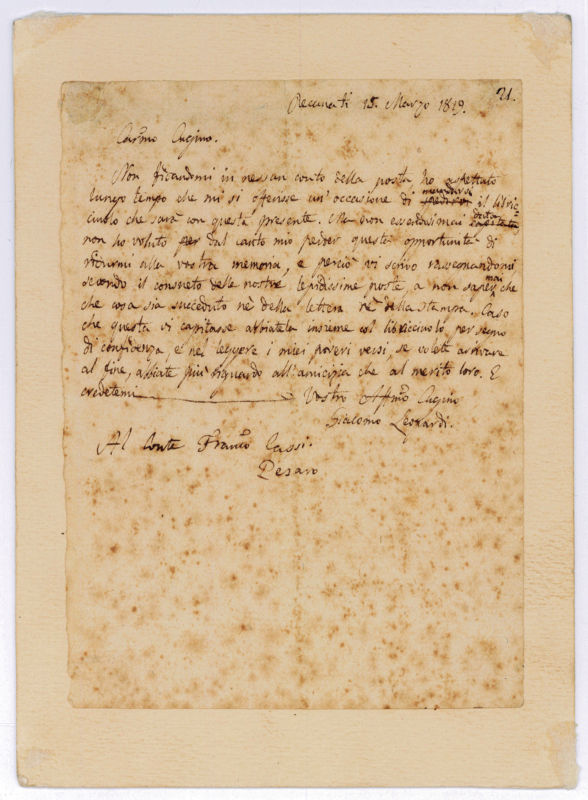
Lettera di Giacomo Leopardi al cugino F. Cassi

Nacque in una nobile e colta famiglia, figlio del conte Annibale e della marchesa Vittoria Mosca, sorella di Francesco Mosca Barzi, che fondò a Pesaro una colonia dell'Arcadia, nonché di Virginia Mosca, madre di Monaldo Leopardi; il conte Annibale Cassi era fratello della nobile Anna Cassi, madre di Giulio Perticari.
La famiglia Cassi godeva dei soli titoli di Patrizi di San Marino e di Conti del Sacro Palazzo Apostolico.
Il titolo di Patrizio di San Marino poteva essere concesso come titolo personale, ovvero trasmissibile ai maschi, e rarissimamente alle femmine della famiglia; il titolo di Conti del Sacro Palazzo Apostolico invece non spettava alle femmine, alle quali restava semplicemente il titolo di Nobile Donna (dei Conti).
Durante il suo percorso di formazione letteraria svolto con precettori ecclesiastici, tra i quali don Sebastiano Sanchini, precettore di Giacomo Leopardi, strinse amicizia con il cugino Giulio Perticari.
Profondo ammiratore di Vincenzo Monti, seguì un orientamento tendente al classicismo, senza preclusioni a priori alle novità. Nel 1822, subito dopo la morte di Perticari, da lui ospitato, Cassi ruppe il suo rapporto di amicizia con la vedova Costanza e temporaneamente anche con Vincenzo Monti, che di lei era il padre, a causa del sospetto di aver partecipato alla diffusione dell'accusa di disamore e di tentato uxoricidio perpetrato da Costanza.
Partecipò attivamente alla vita politica del suo tempo appoggiando il tentativo di rifondazione istituzionale formulato dal corso murattiano.
Dopo il fallimento di questo progetto si ritirò temporaneamente, a vita privata, anche se conservò ideali progressisti e patriottici.
Sposò Maddalena Brighenti, con la quale ebbe una figlia, Elena.
Ricoprì cariche amministrative come quella di gonfaloniere di Pesaro, nella quale si distinse, nel 1828, per una riforma innovatrice dell'inanicomio di Pesaro, oltre che per la fondazione dell'Accademia agraria (1829).
Dopo la morte della amata figlia Elena, nel 1837, Cassi si riavvicinò alla religione, allontanandosi dal libertarismo e dal laicismo. Invece come letterato Cassi restò fedele al classicismo e non aderì al romanticismo.
Nell'ultima fase di vita Cassi ebbe molti problemi di salute, tra i quali numerosi attacchi apoplettici.
Morì a Pesaro il 5 giugno 1846.
La sua produzione letteraria e lirica non fu estesa, ma tra le sue opere si annoverarono La caccia dei tori, redatta contro l'eventuale introduzione in Italia delle corride, le varie collaborazioni orali e scritte effettuate con Perticari e Monti, una pregevole traduzione delle liriche Notti scritte da Edward Young e vari inni sacri in onore di santi locali.
Una delle opere che diede maggiore risalto all'attività di Cassi fu però la traduzione della Pharsalia di Lucano, pubblicata nella versione integrale nel 1826, in una forma di libera interpretazione alla quale seguì un'opera di completamento del poema interrotto da Lucano. Questo lavoro ricevette ampi consensi da parte della critica e di personaggi quali Alessandro Manzoni.

## Opere
- Il voto della patria esaudito nell'arrivo delle truppe imperiali. Canto del conte Francesco Cassi di Pesaro, Pesaro, Stamperia Gavelli, 1799.
- La caccia de' tori canto di Francesco Cassi segretario de l'Accademia Pisaurica, Senigallia, Lazzarini, 1810.
- A tutti quelli che hanno in onore le virtù e il nome degl'illustri defunti e particolarmente agli amici del conte Giulio Perticari e della sua memoria, Pesaro, tipi di Annesio Nobili, 1826.
- Alla Beata Michelina proteggitrice di Pesaro. Inno del conte Francesco Cassi, Pesaro, Tipografia Nobili, 1838.
- Inno alla beata Serafina protettrice di Pesaro del conte Francesco Cassi, Pesaro, Stamperia Nobiliana, 1838.

### Traduzioni e volgarizzazioni
- Saggio di una traduzione di Lucano del conte Francesco Cassi ..., Milano, Società tipografica de' classici italiani, 1820.
- La Farsaglia di M. Anneo Lucano volgarizzata dal conte Francesco Cassi, Pesaro, Tipi di Annesio Nobili, 1826.
- Saggio di proseguimento alla Farsaglia di M. Anneo Luciano, Pesaro, Tipi Nobiliani, 1836.